# Sergei Juljewitsch Konjus
Sergei Juljewitsch Konjus (russisch Сергей Юльевич Конюс, wiss. Transliteration Sergej Jul'evič Konjus; * 5. Oktoberjul. / 18. Oktober 1902greg. in Moskau; † 26. Oktober 1988 in Boston, Massachusetts) war ein russischer Pianist und Komponist.
Der Sohn von Juli Konjus studierte ab 1920 bei den Pianisten Isidore Philipp und Alfred Cortot. Er lebte als Pianist in Jugoslawien, Bulgarien, Polen, Frankreich und Marokko. Seit 1959 unterrichtete er am Konservatorium von Boston.
Er komponierte eine Sinfonie, ein Klavierkonzert, Präludien und andere Werke für das Klavier.